# Trần Văn Quang
Trần Văn Quang – wietnamski zapaśnik walczący w stylu wolnym.
Złoty medalista igrzysk Azji Południowo-Wschodniej w 1997 i 2003. Mistrz Azji Południowo-Wschodniej w 1997 roku.